# عشق با بیگانه کامل
عشق با بیگانه کامل (به انگلیسی: Love with the Proper Stranger) فیلمی ۱۲۱ دقیقه‌ای محصول ۱۹۶۳ میلادی به کارگردانی رابرت مالیگن با بازی ناتالی وود و استیو مک‌کوئین است.